# Ironhide
Ironhide é um robô alienígena da equipe dos Autobots, em várias versões dos Transformers, seja em desenhos animados, quadrinhos/ banda desenhada, filmes, etc. A bravura é uma característica comum a todas as versões do personagem.

## Geração Um: Quadrinhos e a primeira série animada
Esta versão do personagem se transformava numa Nissan Vanette vermelha, com uma faixa amarela horizontal nas laterais.
Nas suas primeiras aparições nos quadrinhos da Marvel, publicados no Brasil, ele e Ratchet tinham a mesma forma dos brinquedos correspondentes (não lançados no Brasil na época), bem diferente da forma humanóide dos outros robôs. Isto se deve ao fato de a forma dos personagens ter sido baseada na linha de brinquedos Diaclone, da empresa japonesa Takara. Os brinquedos da linha Diaclone não representavam robôs conscientes, mas máquinas pilotadas por humanos, tanto que os bonecos de Ironhide e Ratchet não tinham cabeça, mas um assento atrás do parabrisa, uma cadeira destinada ao piloto.
Ao serem transpostos para o desenho animado, contudo, Ironhide e Ratchet foram redesenhados para ganhar uma aparência humanóide similar à dos outros Transformers. Pouco depois, os quadrinhos incorporaram a versão humanóide dos personagens. 
O personagem, no desenho animado, recebeu no Brasil a voz do dublador André Luiz Chapéu.

## Transformers: Robots in Disguise
Nesta série animada, Ironhide se transforma numa picape Ford F-Series branca com o desenho de uma cabeça de touro no capô, e pertence ao subgrupo autobot conhecido como Spy Changers.
Não é um personagem fixo e sua participação é pequena.

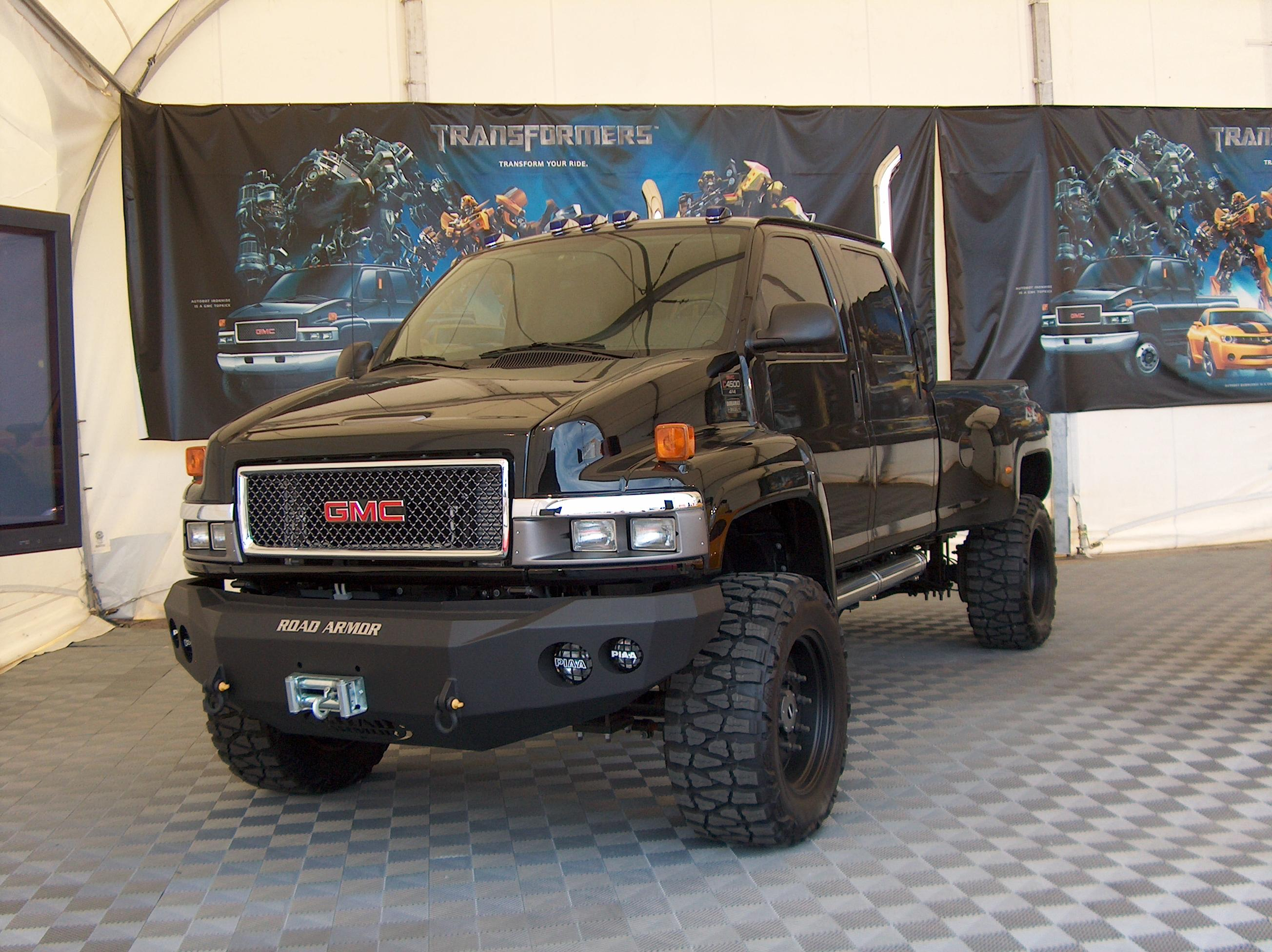
Ironhide no modo caminhonete(De qualquer filme)

## Filmes

### Transformers
No filme de 2007, Ironhide vêm para a Terra junto com os Autobots ao receber o sinal de Bumblebee, ele aparece já transformado em uma  Pick-up modelo GMC Topkick , logo depois ele vai ao encontro de Sam junto com os outros Autobots depois.É um especialista em armas,luta com Brawl e carrega os restos de Jazz.

### Transformers: Revenge of the Fallen
No filme de 2009, Ironhide agora esta mais "educado", ele aparece pela primeira vez junto com Lenox na procura de Demolishor, ajudando Optimus a matar o mesmo. Depois ele aparece rapido junto com os Autobots na base em Diego Garcia. Ele estava presente quando os Autobots resgatavam Sam na cena da morte de Optimus na floresta. Depois ele está na base junto com Ratchet, Sideswipe e Jolt quando a equipe Nest é desativada. Depois ele aparece no avião no Egito e na batalha, onde perde seu canhão do braço direito.

### Transformers: Dark of the Moon
No filme de 2011, Ironhide aparece na central da NEST, recebendo uma nova arma de seu colega Que, parecida com o rifle de fusão que Megatron usa neste filme, para substituir o canhão do braço direito perdido no último filme. Ele alerta que Optimus está furioso, ao saber que um artefato Cybertroniano está em poder de humanos. Nesta conversa ele pergunta se a NASA procurou os destroços, e tem a sua resposta ao ver todos quietos. Depois ele luta contra os Dreads Crowbar e Crankcase, forçando-os a largar suas armas. Mas é ferido quando Crowbar atira uma arma cybertroniana cheia de espinhos. Sideswipe joga seu rifle, e ele então, dá dois tiros em Crowbar e usa a própria arma do mesmo, enfiando na boca de Cranckase, matando-o. De volta para o NEST ele dá cobertura a Sentinel Prime, que se revela um traidor, e mata Ironhide com três tiros de uma arma lançadora de ferrugem cósmica. Os tiros de ferrugem cósmica fazem com que Ironhide enferruje e se desintegre.
Imagem em Transformers: Age of Extinction
Apesar de já estar morto, em Transformers: A Era da Extinção, há uma cena em que Harold Attinger( Chefe do Vento de Cemitério) joga cartas de transformers na mesa, entre essas cartas está uma  com o rosto de ironhide marcada com um X vermelho e escrito seu nome em baixo.

## Transformers: Animated
Na série animada atual, a exemplo do desenho A Nova Geração, Ironhide aparece pouco. Ele se transforma numa van cibertroniana de cor laranja.